# Xerotricha madritensis
Xerotricha madritensis е вид охлюв от семейство Hygromiidae. Видът не е застрашен от изчезване.

## Разпространение
Разпространен е в Андора и Испания.

## Описание
Популацията на вида е стабилна.